# Sten Casimir Lewenhaupt
Sten Casimir Lewenhaupt, född den 26 maj 1750 på Svabesholm i Mellby socken, Kristianstads län, död den 9 april 1794 på Fållökna i Lilla Malma socken, Södermanlands län, var en svensk greve och militär. Han var son till Mauritz Casimir Lewenhaupt.
Lewenhaupt blev student vid Uppsala universitet 1763. Han blev volontär vid Södra skånska kavalleriregementet samma år, kvartermästare vid Gula husarregementet 1764, livdrabant 1766, kornett vid Bohusläns dragonregemente 1770, stabslöjtnant där samma år, löjtnant 1772, stabskapten 1773, hovkavaljer hos hertiginnan av Södermanland 1775, korpral vid Livdrabantkåren och major i armén  1776, major vid Karelska lätta dragonregementet 1778, överstelöjtnant där 1780 och hovkavaljer hos hertigen av Södermanland 1781. Lewenhaupt blev överstelöjtnant vid Livdragonregementet 1781. Han befordrades till överste i armén och kaptenlöjtnant i survivans vid Livdrabantkåren 1789. Lewenhaupt blev riddare av Svärdsorden 1790 och tilldelades Svensksundsmedaljen i tolfte storleken i guld 1791.